# هاري هوارد (لاعب كريكت)
هاري هوارد (30 يونيو 1885 في أستراليا - 18 سبتمبر 1960) (بالإنجليزية: Harry Howard)‏ هو لاعب كريكت أسترالي.

## وصلات خارجية
- هاري هوارد على موقع إي آس بي آن كريك إنفو (الإنجليزية)